# 143 rue du Désert
Pour plus de détails, voir Fiche technique et Distribution.
143 rue du Désert est un film documentaire algérien réalisé par Hassen Ferhani, sorti en 2019.

## Synopsis
Au 143 rue du Désert, dans le Sahara algérien près d'El Menia, Malika tient un relais où elle accueille les personnes circulant sur la Route nationale 1’.

## Fiche technique
- Titre français : 143 Rue du Désert
- Réalisation, scénario, photographie : Hassen Ferhani
- Pays de production :  Algérie
- Langues originales : arabe, français, anglais
- Format : couleurs - 35 mm
- Genre : documentaire
- Durée : 100 minutes
- Dates de sortie :
  - Suisse : 10 août 2019 (Festival international du film de Locarno 2019)
  - France : 16 juin 2021

## Distribution
- Malika
- Chawki Amari
- Samir El Hakim

## Sortie

### Accueil critique
En France, le site Allociné propose une moyenne des critiques presse de 4,2/5.

## Distinctions

### Récompenses
- Festival international du film de Locarno 2019 : prix du meilleur réalisateur émergent de la section Cineasti del presente
- Festival des trois continents 2019 : Montgolfière d'argent, prix du Jury Jeune et prix du public[4]
- Festival du film arabe de Fameck 2020 : mention spéciale du jury[5]
- Festival du film méditerranéen Arte Mare (Bastia) 2020 : grand prix[5]
- Festival international du film documentaire Sidi M'hamed Benaouda 2022  Al-Alfa d'or [6]